# Autódromo Las Paredes
El Autódromo de Las Paredes es un circuito de carreras de automovilismo ubicado en la ciudad de San Rafael, provincia de Mendoza, Argentina.
Su administración está a cargo de la Asociación Sanrafaelina de Automovilismo.
En 1998, un accidente ocurrido en el autódromo dejó como saldo la muerte del piloto Natalio Farina, de la Monomarca Fairline.

## Circuitos

Circuito 1 2.075 (2.150)
Circuito 2 2.630
Circuito 3 3.293
Circuito 4 3.043